# Fernão Guterres de Castro
Fernão Guterres de Castro ou também Fernando Gutiérrez de Castro (morto depois de 1230) rico-homem do Reino de Castela, foi o filho de Guterre Roiz de Castro o Escalavrado e de Elvira Ossorio. Alferes maior de Leão entre 1192 e 1193, também foi tenente em Benavente, Toro, Zamora, Villafáfila, Limia, Astorga, e Lemos. Seguindo os passos de seu pai, sua carreira política centrou-se em terras galegas, onde foi pertigueiro-mor de Santiago de Compostela entre 1223 e 1230 e onde seus descendentes desempenharam um papel importante na história da Galiza medieval.

## Matrimônio e descendência
Casou com Milia Íñiguez de Mendoça, filha de Íñigo Lopes de Mendoça e de Maria Garcia, de quem teve:
- André Fernandes de Castro, casou com Mécia Rodrigues Girão, filha do Rodrigo Rodrigues Girão e Inês Peres. Seu filha Milia foi a esposa de Martim Gil de Riba de Vizela, os pais de Martim Gil de Riba de Vizela, o segundo conde de Barcelos.
- Estêvão Fernandes de Castro, senhor de Lemos casou com Aldonça Rodrigues filha de Rodrigo Afonso de Leão, filho do rei Afonso IX,[4] e de Inês Rodrigues de Cabrera.
- Guterre Fernandes de Castro,
- Inês Fernandes de Castro, casou com Martim Gil de Soverosa, o Bom,
- Urraca Fernandes de Castro casou com João Garcia de Vilamaior, senhor de Villamayor, filho de Garci Fernandes de Vilamaior e Maior Arias.
- Elvira Fernandes de Castro casou com Afonso Garcia de Vilamaior, irmão do esposo de seu irmã Urraca.
- Leonor Fernandes de Castro, esposa do Diego Garcia de Vilamaior, irmão dos esposos de seu irmãs Urraca e Elvira.